# 천안 홍양호묘
홍양호묘(洪良浩墓)는 대한민국 충청남도 천안시에 있는 조선 후기의 문신인 이계(耳溪) 홍양호(1724∼1802)의 묘소이다. 1984년 5월 17일 충청남도의 문화재자료 제13호로 지정되었다.

## 개요
조선후기 문신인 이계 홍양호의 묘소이다. 영조 23년(1747년)에 진시사시에 합격하고 1752년에는 정시문과에 급제하여 홍문관 수찬, 교리 등을 거쳤다. 뒤에 사간원 대사간, 사헌부 대사헌, 홍문관 대제학, 예문관 대제학 등의 높은 벼슬에 올랐다. 영조실록, 국조보감, 동문휘고 등 편찬사업을 주관하기도 하였으며, 지방관의 지침서인 목민대방을 지었다.
2차례에 걸쳐 중국에 다녀오면서 석학들과 교류하였고 고증학을 수용 보급하는데 크게 공헌했다. 학문과 문장뿐만 아니라 글씨 또한 명필이었다는 평을 듣는데, 수원 화성의 북문 상량문이 그가 쓴 글씨이다.
79세의 나이로 세상을 떠나자 시호를 문헌이라 하였으며, 부인인 동래 정씨와 합장하여 묻혔다. 합장 묘비는 순조 32년(1832년)에 세운 것으로 아들 의준이 짓고 손자 경모씨가 글씨를 쓴 것이다.

## 같이 보기
- 홍양호

## 참고 자료
- 천안 홍양호묘 - 국가유산청 국가유산포털